# フリフリSongBook
フリフリSongBook（フリフリソングブック）は、フジテレビONEとフジテレビTWOで放送されている振り付け番組。

## 出演
- フリーダム前田（前田健）
- フリル前田（前田健）

不定期出演、練習生
- スザンヌ
- 相沢まき
- 桜井ちひろ

ほか

## 放送内容
1. 「Yeah！めっちゃホリディ」松浦亜弥
2. 「狙いうち」山本リンダ
3. 「キューティーハニー」倖田來未
4. 「One Night Carnival」氣志團
5. 「嵐の素顔」工藤静香
6. 「淋しい熱帯魚」Wink
7. 「Choo Choo TRAIN」EXILE
8. 「私がオバさんになっても」森高千里
9. 「DIRTY OLD MAN〜さらば夏よ〜」サザンオールスターズ
10. 「やさしい悪魔」キャンディーズ
11. Body Feels EXIT」安室奈美恵
12. 「波乗りパイレーツ」ピンクレディー
13. 「VALENTI」BoA
14. 「夏のお嬢さん」榊原郁恵
15. 「想い出の九十九里浜」Mi-Ke
16. 「UFO」ピンクレディー
17. 「俄然Yeah！」mihimaruGT
18. 「バラ色の人生」及川光博
19. 「Spiderman」DJ OZMA
20. 「BODY&SOUL」SPEED
21. 「XXX(Millions Kisses)」Rinka
22. 「センチメンタル･ジャーニー」
23. 「Butterfly」倖田來未
24. 「TOKIMEKI☆DooBeeDoo」e2（WaT）
25. 「天国のキッス&裸足の季節」松田聖子
26. 「羞恥心」羞恥心
27. 「恋愛レボリューション21」モーニング娘。
28. 「悲愴感」悲愴感
29. 「ニホンノミカタ 〜ネバタカラキマシタ〜」矢島美容室
30. 「White Love」SPEED

## DVD
ポニーキャニオンより発売。
- フリフリSong Book BEST Selection DVD Vol.1 - ウェイバックマシン（2016年3月7日アーカイブ分）
- フリフリSong Book BEST Selection DVD Vol.2 - ウェイバックマシン（2016年3月7日アーカイブ分）